# Medicina naturista
La medicina naturista,  es aquella en la que un médico aplica el criterio naturista de tradición hipocrática. Se fundamenta en el estímulo de la tendencia espontánea del organismo a la curación (vis medicatrix naturæ es decir: fuerza curativa de la naturaleza ), a través de un estilo de vida que mantenga y robustezca la salud ("vida sana"). Evitar las toxicomanías y las adicciones y,  por lo contrario fomentar desde la infancia modos de vida naturalmente sanos como el moderado ejercicio físico evitando el sedentarismo.  La nutrición se basa en el seguimiento de una dieta básicamente ovo-lacto-vegetariana, y se complementa con hidroterapia, sofrología, yoga y cualquier otro tipo de terapia que cumpla con el axioma de estímulo de la capacidad curativa natural del organismo.